# Communauté de communes Livradois Porte d'Auvergne
La communauté de communes Livradois Porte d'Auvergne  est une communauté de communes française, située dans le département du Puy-de-Dôme en région Auvergne-Rhône-Alpes.

## Historique
Le projet de schéma départemental de coopération intercommunale (SDCI) du Puy-de-Dôme, dévoilé en octobre 2015, proposait la fusion avec six autres intercommunalités (Haut-Livradois, Pays d'Ambert, Pays d'Arlanc, Pays de Cunlhat, Pays d'Olliergues et Vallée de l'Ance) pour 2017. L'intercommunalité, d'une population très inférieure aux seuils préconisés par la loi no 2015-991 du 7 août 2015 portant nouvelle organisation territoriale de la République, ne peut plus se maintenir après cette date.
Adopté en mars 2016, le SDCI ne modifie pas ce périmètre.
L'arrêté préfectoral du 12 décembre 2016 prononce la fusion des sept communautés de communes précitées. La nouvelle structure intercommunale prend le nom de « communauté de communes Ambert Livradois Forez ».

## Territoire communautaire

### Géographie
La communauté de communes est située au sud-est du département du Puy-de-Dôme. Elle jouxte les intercommunalités du Pays d'Ambert au nord, de la Vallée de l'Ance à l'est, du Pays d'Arlanc au sud et du Haut-Livradois à l'ouest. Le territoire communautaire est traversé par la route départementale 906 traversant Marsac-en-Livradois, la RD 996 (liaison d'Ambert à Montbrison) par Saint-Martin-des-Olmes, la RD 205 par Saint-Just. La commune siège est à l'écart des routes secondaires du département.

### Composition
Elle est composée de quatre communes de l'arrondissement d'Ambert, dans le Puy-de-Dôme.
| Nom                    | Code Insee | Gentilé     | Superficie (km2) | Population (dernière pop. légale) | Densité (hab./km2) |
| ---------------------- | ---------- | ----------- | ---------------- | --------------------------------- | ------------------ |
| Grandrif (siège)       | 63173      | Grandrifois | 22,15            | 177 (2014)                        | 8                  |
| Marsac-en-Livradois    | 63211      |             | 48,46            | 1 461 (2014)                      | 30                 |
| Saint-Martin-des-Olmes | 63374      |             | 17,15            | 276 (2014)                        | 16                 |
| Saint-Just             | 63371      |             | 19,42            | 164 (2014)                        | 8,4                |

### Démographie
| 1968  | 1975  | 1982  | 1990  | 1999  | 2008  | 2013  |
| ----- | ----- | ----- | ----- | ----- | ----- | ----- |
| 2 419 | 2 204 | 1 961 | 1 920 | 1 947 | 2 052 | 2 074 |

## Administration

### Siège
La communauté de communes siège à Grandrif.

### Les élus
La communauté de communes est gérée par un conseil communautaire composé de vingt membres représentant chacune des communes membres.
Ils sont répartis comme suit : huit délégués pour Marsac-en-Livradois et quatre pour les autres communes.

### Présidence
Le conseil communautaire du 4 avril 2014 a élu son président, Michel Sauvade, et désigné ses trois vice-présidents : Daniel Barrier, Suzanne Labary et François Chautard. Toutefois, BANATIC mentionne Daniel Barrier comme présidant l'intercommunalité.

### Régime fiscal et budget
Fiscalité professionnelle unique.

### Sources
- « CC de Livradois Porte d'Auvergne » dans la base nationale sur l'intercommunalité (page consultée le 5 décembre 2015).